# Breach (pel·lícula de 2020)
Breach és una pel·lícula de terror d'acció estatunidenca del 2020 dirigida per John Suits, protagonitzada per Cody Kearsley, Bruce Willis, Rachel Nichols, Thomas Jane, Johnny Messner, Corey Large, Callan Mulvey, Alexander Kane i Kassandra Clementi. La pel·lícula es va rodar als escenaris sonors de TMG Studio a Fitzgerald (Geòrgia). Es va estrenar el 18 de desembre de 2020. S'ha doblat i subtitulat al català.